# Ricardo Triviño
Ricardo Triviño Bujalil (Ciutat de Mèxic, Mèxic; 15 de febrer de 1973) és un pilot de ral·li mexicà. Guanyador del Campionat de Ral·lis NACAM en 10 ocasions. Ha disputat de forma habitual proves del Campionat Mundial de Ral·lis.

## Trajectòria
Ricardo Triviño disputa algun ral·li de forma puntual a Mèxic l'any 1998 i 2001. La temporada 2002 disputa el Campionat d'Espanya de Ral·lis de Terra amb un Mitsubishi Lancer Evo VII i al 2003 el Campionat Mundial de Ral·lis de Producció.
L'any 2009 guanya per primera vegada el Campionat de Ral·lis NACAM amb un Mitsubishi Lancer Evo IX, repetint el títol en nou ocasions més de forma consecutiva entre els anys 2012 i 2020, comptant amb el copilot català Marc Martí per obtindre els títols de 2018, 2019 i 2020. A part, també ha guanyat el Campionat de Mèxic de Ral·lis dels anys 2019 i 2020.
L'any 2011 va arribar a finalitzar en tercera posició en el Campionat d'Espanya de Ral·lis de Terra.